# 21 Guns
Singles de Green Day
Know Your Enemy
(2009) East Jesus Nowhere
(2009)
21 Guns est une chanson du groupe punk américain Green Day et le deuxième single extrait de leur huitième album, 21st Century Breakdown, paru en 2009. Le single est accompagné aussi d'un clip sorti courant 2009 et présente les deux personnages de l'histoire de 21st Century Breakdown, Christian et Gloria.
Ce single est notamment présent dans la bande originale du film Transformers 2 : La Revanche sorti en juin 2009 où le titre est présent en plusieurs endroits du film et dans le générique.

## Clip vidéo
La vidéo a lieu avec le groupe et deux protagonistes de l'album Christian et Gloria se réfugiant dans une salle blanche après avoir cambriolé une banque. La police arrive au-dehors et ouvre le feu par la fenêtre. Le groupe continue à jouer malgré la pluie de balles. Gloria prend le téléphone et le jette dans un aquarium. Même si les balles continuent à voler et à déchirer la salle, Christian et Gloria se rapprochent l'un vers l'autre, sains et saufs et s'embrassent comme sur la pochette de l'album,.
Le guitariste Jason White est aussi présent dans la vidéo.
Le clip est réalisé par Marc Webb.

## Signification de la chanson
Christian et Gloria sont tous les deux au bout de la route, incapables d’aller plus loin. Malgré ses efforts, Christian se rend compte qu’il ne peut vivre sans Gloria. Les deux personnages se rencontrent alors de nouveau, et se réconcilient. Ils sont maintenant conscients que, d’une manière ou d’une autre, certains combats ne valent pas le coup d’être engagés. On peut alors les imaginer s’allonger côte à côte dans l’herbe, fermer les yeux, et consentir à abandonner leur combat.[réf. souhaitée]
La chanson fait référence aux honneurs à 21 coups de canon.

## Accueil de la chanson
La chanson s'est classée n°22 du Billboard Hot 100 ce qui en fait la chanson qui s'est classée le plus haut parmi celles de l'album 21st Century Breakdown.

## Reprise de la chanson
Il existe plusieurs versions de cette chanson, mais la plus célèbre reste tout de même celle des Grammy Awards ou encore la reprise des Deztins lors de leur concert à la Jam Session.[réf. souhaitée]